# Eador: Genesis
Eador: Genesis è un videogioco indie strategico di ruolo a turni creato da Alexey Bokulev (fondatore della Snowbird Games), ed è il capostipite della serie Eador. È uscito per Microsoft Windows in Russia nel 2009, per poi approdare nei mercati occidentali il 2012, tre anni dopo. L'obiettivo principale del gioco, in stile Master of Magic o la serie Heroes of Might and Magic, è quello di riunificare tutti i frammenti di Eador, impersonando una divinità e organizzando campagne per conquistare gli altri reami. In Italia, il titolo si trova anche in bundle con il seguito Eador: Masters of the Broken World, entrambi distribuiti in Italia e Spagna dalla FX Interactive.

## Modalità di gioco
Nella modalità Campagna, il giocatore, che impersona una divinità qualsiasi, è chiamato a conquistare e riunificare i regni di Eador posti su dei frammenti di terra fluttuanti nel Grande Nulla. Ogni frammento presente nella campagna è in mano a dei Masters, creature potenti che sono considerate divinità dagli abitanti dei singoli mondi. Per conquistare un frammento è necessario eliminare tutti gli altri regni nemici conquistandone la capitale (facendo ovviamente attenzione a non perdere la propria).
Nella parte gestionale del gioco, ambientato nel frammento che altri non è che un'enorme griglia di esagoni, è possibile ingaggiare eroi, costruire edifici, reclutare unità, imparare magie, intraprendere campagne militari e così via. Gli eroi, una delle primissime priorità, sono divisi in quattro classi:
- i Guerrieri godono della salute più alta e della capacità di maneggiare le armature e le armi più pesanti;
- i Comandanti possono guidare grandi eserciti fin da subito e migliorare la propria esperienza e quella dei soldati al loro seguito;
- gli Esploratori sono in grado di utilizzare qualsiasi arma a distanza nel gioco e possiedono il maggior numero di abilità non combattive;
- gli Stregoni possono avvalersi del maggior numero di magie utilizzabili, e possono usufruire delle loro bacchette magiche, ma non scudi, armature o armi da mischia.

Ogni eroe può essere assegnato a vari compiti, come attaccare territori neutrali o occupati dalle altre fazioni, esplorare a fondo i singoli territori per trovare luoghi nascosti dove avventurarsi e ottenere del bottino come oro, gemme e oggetti, o persino attaccare e assediare una capitale nemica. Gli eroi possono anche avere dei soldati al proprio seguito, che sono sbloccabili tramite delle apposite strutture nella capitale. Le unità che affiancano l'eroe sono divise in quattro categorie, ognuna più forte della precedente, e variano dai militi, frombolieri, lancieri, arcieri e spadaccini tra quelle iniziali, per poi passare a fattucchieri, stregoni, cavalieri, zombie, scheletri, barbari e negromanti in quelle intermedie, e infine unicorni, ragni giganti, arpie, diavoletti o ciclopi in quelle avanzate. Come detto prima, le unità sono rese disponibili dal reclutamento solo se viene costruito l'apposito edificio, ma in ogni frammento (ovvero l'equivalente di una partita standard del gioco), il giocatore può costruire solo quattro edifici militari di Categoria 1, tre di Categoria 2, due di Categoria 3 e uno solo di Categoria 4. Se un eroe cade in battaglia, si ha la scelta di riportarlo in vita (procedimento piuttosto costoso che richiederà tempo, denaro e gemme) oppure lasciarlo a morire. Gli eroi possono persino utilizzare gli incantesimi e usare diversi tipi di oggetti, che ovviamente variano anch'essi in base alle classi. Gli oggetti equipaggiati degli eroi si deteriorano con l'uso (le armi e le munizioni quando utilizzate, e le armature quando si subiscono danni), ed è pertanto consigliato, di tanto in tanto, andare in una bottega e ripararli spendendo denaro.
Ogni volta che si affronta un esercito nemico, il gioco passa al combattimento tattico a turni, dove le unità si muoveranno attraverso specifici diorami al comando del giocatore in una griglia formata da esagoni. Ogni unità presente nel gioco ha i propri vantaggi e svantaggi contro altre unità e creature, e gli eroi possono anche avanzare di livello, ottenendo nuove abilità e persino una nuova classe.
Può inoltre capitare, durante la campagna, di incorrere in eventi come incendi, incontri con sirene, mercanti, incursioni di streghe, avvistamenti di draghi, aspiranti maghi e quant'altro. Sono anche presenti delle caselle abitate da razze come elfi, halfling, centauri, nani, uomini lucertola, goblin od orchi. È però possibile allearsi con una sola di queste razze in ogni partita, e dopo questo tutte le altre saranno da considerarsi nemiche del giocatore, il quale però avrà a disposizione le unità e i relativi edifici della razza alleata.

## Accoglienza
Il sito web italiano Multiplayer.it lo ha votato con un 7,9 su 10, trovandolo molto complesso, assai longevo e molto ben curato nella parte gestionale; tuttavia, lo ha considerato un titolo ostico per nulla adatto ai neofiti e squilibrato in alcuni aspetti del gioco.

## New Horizons
Il gioco presenta una mod chiamata New Horizons, che apporta nuove caratteristiche:
- Ora le unità possono essere promosse per un tipo migliore e più potente.
- Oltre 150 nuove unità, più di 200 nuove magie, più di 250 nuovi oggetti e oltre 20 nuovi set di oggetti.
- Nuove razze e centinaia di nuovi incontri ed eventi.
- Nuove immagini, grafiche, effetti sonori e miglioramenti visivi.
- Nuove musiche dal compositore dell'Eador originale.
- Numerosi miglioramenti dell'equilibrio nel gioco, compresa la campagna, resa anche più flessibile, e gli eroi, con le loro abilità speciali.